# Jacaranda acutifolia
Jacaranda acutifolia,  es un árbol subtropical de la familia Bignoniaceae oriundo de América.

## Taxonomía
Jacaranda acutifolia fue descrita por Aimé Bonpland y publicado en Plantae Aequinoctiales 1: 59, pl. 17. 1805 [1808].
Etimología
Jacaranda: nombre genérico que proviene de su nombre nativo guaraní y significa "fragante";
acutifolia es un epíteto latíno que significa "de hojas agudas".